# Hospital Universitario (Tranvía de Tenerife)
Hospital Universitario es una parada de la red del Tranvía de Tenerife que permite realizar el transbordo entre la línea 1 y la línea 2. Se encuentra en la carretera La Cuesta-Taco, cerca del polígono industrial La Cuesta-Taco (La Laguna), frente al Hospital Universitario de Canarias del cual toma su nombre.
Se inauguró el 2 de julio de 2007, junto con todas las de la línea 1, y desde el 30 de mayo de 2009 da servicio también a la línea 2.

## Accesos
- Carretera La Cuesta-Taco, pares
- Carretera La Cuesta-Taco, impares

## Líneas y conexiones

### Tranvía
| Línea | Origen         | Destino     |
| ----- | -------------- | ----------- |
|       | Intercambiador | La Trinidad |
|       | La Cuesta      | Tíncer      |

## Lugares próximos de interés
- Hospital Universitario de Canarias
- Hospital del Tórax
- Complejo Federativo Juan Padrón Morales (El Mundialito)